# Neotrichoporoides curiosus
Neotrichoporoides curiosus är en stekelart som beskrevs av T.C. Narendran och Girish Kumar 2006. Neotrichoporoides curiosus ingår i släktet Neotrichoporoides och familjen finglanssteklar. Inga underarter finns listade i Catalogue of Life.